# Локвуд, Чарльз
Чарльз Эндрюс Локвуд (англ. Charles Andrews Lockwood; 6 мая 1890 — 9 июня 1967) — вице-адмирал ВМС США, участник Первой и Второй мировых войн.

## Биография
Родился 6 мая 1890 года в Мидленде, Виргиния. В 1905 году закончил старшую школу в Ламаре, Миссури. В 1912 году закончил Военно-морскую Академию.
После учебных плаваний на борту линкоров Mississippi и Arkansas и короткого периода службы на военно-морской базе на Великих озёрах, в 1914 году назначен на плавбазу подводных лодок Mohican.
1 декабря 1914 года получил назначение командиром на подводную лодку A-2, а затем на подлодку B-1. К моменту вступления США в Первую мировую войну занимал должность командира 1-й дивизии подводных лодок на Азиатском флоте.
С этого момента практически вся его карьера на флоте, за исключением короткого периода службы в Азии, связана с подводными лодками.
В июне 1939 года назначен начальником штаба Командующего подводным флотом ВМС США. На этом посту находился до февраля 1941 года, когда получил назначение военно-морским атташе в Лондон.
В мае 1942 года получил звание контр-адмирала и прибыл в Перт, назначенный на должность командующего подводными лодками в юго-западной части Тихого океана.
В феврале 1943 года, после гибели в авиакатастрофе командующего подводным флотом на Тихом океане контр-адмирала Роберта Инглиша, переведён в Пёрл-Харбор. В октябре 1943 года получил звание вице-адмирала.
По его инициативе американские подводные лодки перебазировались из Пёрл-Харбора и баз в Австралии на Сайпан, Гуам и Филиппины, что позволило сократить дистанцию переходов и уделять больше времени действиям на японских коммуникациях.
За действия во время Второй мировой войны трижды награждён медалью «За выдающуюся службу», а также орденом «Легион почёта».
После окончания войны служил в качестве генерального инспектора военно-морского флота. В 1947 году вышел на пенсию, жил в Лос-Гатосе, Калифорния. Автор нескольких книг по истории военно-морского флота.
В 1951 году работал техническим консультантом на съёмках фильма «Operation Pacific». В 1959 году консультировал создателей фильма «На берегу».
Умер 6 июня 1967 года. Похоронен на Национальном кладбище «Золотые ворота» в Сан-Бруно, Калифорния.

## Память
В честь Чарльза Локвуда назван фрегат Lockwood типа «Нокс».

## Награды
- медаль «За выдающуюся службу» трижды
- орден «Легион почёта»
- медаль «За победу в Первой мировой войне»
- медаль «За службу на реке Янцзы»
- медаль «За оборону Америки»
- медаль «За Европейско-африканско-ближневосточную кампанию»
- медаль «За Азиатско-тихоокеанскую кампанию»
- медаль «За победу во Второй мировой войне»